# Paysage, Antibes
Paysage, Antibes est  une huile sur toile de Nicolas de Staël réalisée en 1955. Elle apparaît sous forme d'un « timbre poste » en noir et blanc dans le premier catalogue raisonné des œuvres de Nicolas de Staël établi par André Chastel, Françoise de Staël et Jacques Dubourg  sous le titre Paysage, 1955, sous le no 1005. Puis dans le catalogue raisonné établi par Françoise de Saël une trentaine d'années plus tard,  toujours reproduit en noir et blanc, en plus grand format, sous le  no 1023.
Longtemps resté dans une collection privée, celle de Jacques Dubourg d'abord ainsi que l'indique le catalogue raisonné de 1968, le tableau a changé de propriétaire pour finalement aboutir à la collection Senn-Foulds qui en a fait don en 2009 au MuMa.
Paysage, Antibes a été très peu souvent montré. Le catalogue raisonné de Françoise de Staël n'indique aucune exposition où il figure jusqu'en 1997. En 2014, il est au MuMa - Musée d'art moderne André Malraux, Le Havre, dans l'exposition Nicolas de Staël. Lumières du Nord, Lumières du Sud,  du 7 juin au 9 novembre 2014, qui comprend 130 œuvres du peintre  de 1951 à 1955  parmi lesquelles :  Agrigente (1954)  et  Les Mouettes.
Le tableau figure en avant dernière page de la plaquette destinée aux visiteurs du musée du Havre.

## Contexte
Depuis son retour d'Italie au cours duquel s'est révélée la grande passion du peintre pour Jeanne Mathieu, Staël a quitté sa famille pour s'enfermer seul dans son atelier de Lagnes puis de Ménerbes, puis à Antibes où il peint anonymement Jeanne qui devient son « inconnue », sa « femme assise », son « nu assis figure accoudée » et dont il confie, dans une lettre à René Char : « Je suis devenu un fantôme qui peint des temples grecs et un nu si adorablement obsédant, sans modèle, qu'il se répète et finit par se brouiller de larmes. »
À Antibes, sa solitude est encore plus grande puisqu'il apparaît que Jeanne l'abandonne progressivement. Il peint désormais avec une fureur fiévreuse et reconnaît, dans une lettre du 17 octobre à Jacques Dubourg : « Je peins dix fois trop, comme on écrase le raisin et non comme on boit du vin »

Paysage, Antibes (détail), Nicolas de Staël, 1955, MuMa, Le Havre

## Description
Les couleurs pastel n'ont aucun rapport avec les couleurs violentes des Agrigente, ni des couleurs habituellement vives du midi. Staël  se rapproche des « lumières du nord » en présentant une montagne que l'on pourrait croire enneigée, à moins que l'éclat du soleil ne blanchisse la pierre.
Selon l'analyse du MuMa, : « C'est un paysage presque abstrait, représentant sans doute Antibes depuis le Cap. Le ciel d'un bleu intense côtoie la mer qui diffracte la lumière en tons de jaunes, de rouges et de violets apposés par touches fluides. L'œuvre a été peinte rapidement, impérieusement, comme toutes celles de ces derniers mois de travail : paysages, natures mortes, nus fantomatiques, jusqu'à cette toile ultime et monumentale conservée au château Grimaldi à Antibes: Le Concert (Le Grand Concert : L'Orchestre). »
Le motif est  calme, reposant. La toile a pourtant a été réalisée pendant une période  d'angoisses et d'extrême solitude du peintre.  Toutefois, à l'inverse de plusieurs critiques d'art qui ont vu dans les toiles de Staël l'expression  de sa solitude et de sa désolation, Jean-Claude Marcadé  considère qu'aucune toile ne témoigne du drame vécu par l'artiste: « Si l'œuvre de Staël nous était parvenue dans une bouteille jetée à la mer, nous ne verrions aucune trace de sa tragédie existentielle. » En particulier, Marcadé  s'inscrit en faux contre le jugement de Germain Viatte qui  trouvait que les peintures de Staël étaient presque toutes marquées par « l'angoisse et l'atroce solitude du peintre» . Cette atroce solitude lui était nécessaire pour son accomplissement. « Un peu, toutes proportions gardées, comme le vieux Tolstoï se dirigeant vers un désert et mourant dans une gare obscure. »

## Expositions
- 2014. MuMa - Musée d'art moderne André-Malraux, Le Havre:  du 7 juin au 9 novembre 2014 une exposition intitulée Nicolas de Staël. Lumières du Nord, Lumières du Sud, consacrée au paysage dans l'œuvre de l'artiste[3]. Plus de 130 œuvres sont réunies réalisées entre 1951 et 1955. Un quart d'entre elles est inédit ou n'a jamais été exposé en Europe.MuMa - Musée d'art moderne André Malraux[10], auquel la toile a été offerte parmi les œuvres de la donation Senn-Fould[11],